# Phân họ Chuột đồng
Arvicolinae là một phân họ gặm nhấm bao gồm chuột đồng, lemming, chuột xạ hương. Chúng có họ hàng gần nhất với phân họ khác Cricetidae (bao gồm hamster và chuột Tân Thế giới). Một số tài liệu xếp phân họ Arvicolinae vào họ chuột cùng với tất cả các thành viên khác của siêu họ Muroidea. Một số nhắc đến phân họ Microtinae hoặc xếp hạng các đơn vị phân loại như một họ đầy đủ Arvicolidae.